# Cistierna
Cistierna és un municipi de la província de Lleó, a la comunitat autònoma de Castella i Lleó. És cap de partit judicial. Limita al nord amb Crémenes, al sud amb Gradefes i Cubillas de Rueda, a l'est amb Cebanico, Prado de la Guzpeña i Valderrueda i a l'oest amb la Ercina i Sabero.

## Pedanies
- La Montaña Norte: Fuentes de Peñacorada, Santa Olaja de la Varga, la Mata de Monteagudo i Ocejo de la Peña.
- La Ribera: Sorriba del Esla, Vidanes, Modino, Pesquera i Santibañez de Rueda.
- La Montaña Sur: Valmartino i Quintana de la Peña (despoblat).

## Demografia
| 1991 | 1996 | 2001 | 2004 |
| ---- | ---- | ---- | ---- |
| 4916 | 4509 | 4108 | 3972 |